# Malenella nana
Malenella nana is een spinnensoort uit de familie Macrobunidae. De wetenschappelijke naam van de soort werd voor het eerst geldig gepubliceerd in 1995 door M. J. Ramírez.